# Петербург (роман)
«Петербу́рг» — експериментальний філософський роман російського письменника Андрія Бєлого. Спершу роман задумувався, як продовження «Срібного голуба» і другий роман трилогії «Схід чи Захід», але твір вийшов за ці рамки. Перша частина була написана всього за кілька тижнів у період 1912–1913 років завдяки натхненню, яке зійшло на письменника, коли він зійшов на піраміду Хеопса. Роман «Петербург» називають вершиною російського символізму, а інколи і модернізму загалом.
В. В. Набоков навіть ставив цей твір в один ряд з «Уліссом» Джеймса Джойса.

## Сюжет
Події відбуваються в Петербурзі в роки першої російської революції. Таємна терористична організація на чолі з деким на прізвисько Ліппанченко вимагає від Миколи Аполлоновича Аблєухова здійснити вбивство його власного батька — чиновника Аполлона Аполлоновича Аблєухова. Микола Аполлонович поклявся виконати цю місію в момент відчаю після розлуки з коханою (Софією Петрівною Ліхутіноою, одруженою жінкою), він довго вагається та ніяк не наважується. Він розривається в почуттях до батька, якого він не любить і не бажає бути схожим на нього, з іншого боку відчуває до нього теплі синівські почуття. Один з терористів — Олександр Дудкін має передати вузлик з бомбою-сардинницею і листом з інструкціями.
Коробку алкоголік Дудкін передає за призначенням, а от лист потрапляє до Ліхутіної. Софія Петрівна, щоб налякати і образити залицяльника, передає лист Миколі Аполлоновичу, бо гадає, що це жарт. Але Аблєухов-молодший сприймає все серйозно. Попри погрози, він готовий відмовитись від запланованого терористичного акту, але через випадковість і свою розсіяність Аполон Аполонович забирає бомбу до себе в кімнату. Вибух відбувся теж випадково, він став причиною пожежі, але сенатор не загинув. Дудкін вже давно страждає галюцинаціями і йому здається, що до нього прийшов Мідний вершник, який наказує вбити Ліппанченко. Він вбиває голову їх терористичного угруповування ножицями.
Сенатор після цих подій, разом з дружиною Ганною Петрівною, що колись втекла з коханцем в Іспанію, але незадовго до випадкового вибуху повернулась, покидають столицю і вирушають доживати свої дні в селі. Микола Аполлонович, подібно до автора, їде в Єгипет і мандрує країнами Близького Сходу. В Росію він повертається тільки після смерті батьків, переживши духовний переворот і переродившись для нового життя, він більш не читає Канта, але читає твори українського філософа Сковороди́.

## Теми і міфічні образи
В романі зустрічаються автобіографічні елементи (конфлікт з Л. Д. Блок, червоне доміно). Основні теми — тема батьків і дітей, жертви і вбивці, революції і її місця в історії, значення Петербургу для долі Росії, конфлікт східної і західної культури точкою зіткнення якого є Петербург. Місто в романі є одним з головних героїв і уявляється автору живою істотою. Бєлий обігрує деякі сцени і теми з роману Достоєвського «Біси» (терористи), оповідання Едгара По «Маска червоної смерті» (Аблєухов-молодший в маскарадному костюмі червоного доміно), «Мідного вершника» Пушкіна, повістей Гоголя.
Письменник напівжартома серед предків Аполлона Аполлонович називає біблійних Адама і Сима (як він вказує — останній це предок всіх семітських, хесситських і червоношкірих народів — це важливо, бо підкреслюється східне походження сенатора), а киргизький мірза Аб-Лай (точніше хан, бо це реальна особа) прапрадід Аблєухова. В романі використано багато міфічних образів. На гербі роду Аблєухових зображено, як єдиноріг протинає лицаря. Це варто розуміти таким чином — лицар жертва, єдиноріг — вбивця. Цими ролями періодично міняються Аблєухов-старший і Аблєухов-молодший, Ліппанченко і Дудкін. Якщо взяти більш вузьку символіку то лицар — це атрибут західної культури, а єдиноріг (або ж перський міфологічний звір каркаданн із казок) це символ східної культури. Схід перемагає Захід. Далі згадується «Летючий голландець», що об'єднується з образом Петра І і Мідного вершника. Сенатор порівнюєть з Зевсом у якого з голови якого думки виходять мов боги, з Сатурном-Кроносом, що поїдав своїх дітей і кастрував батька, а його власний син скинув його в Тартар (це і сенатор і його син в одному образі), з Аполлоном «Стілометателем». Крім того присутні такі образи, як Медуза Горгона, Ніобея (як втілення проблеми «материнства», «батьківства»), Червоний блазень (червоне доміно) — образ смерті, а червоний символізує революцію, а біле доміно — символ Христа, символ вічного життя, протиставляється ідеї терору. Старовинний дракон — Схід, Діоніс згідно з Ніцше — втілення «нічного боку душі», Сфінкс образ величі, велич міста. Вбивство Ліппанченко має паралель з вбивством провокатора революційних рухів попа Гапона.

## Засоби роману
Структура
Структура ділення роману — маленькі розділи, вісім великих розділів, дві частини, пролог, епілог і слово «кінець» пародія на умовності класичного роману — подібно до того, як за яскравим фасадом класичного Санкт-Петербургу приховуються бідняцькі нетрі. Ділення на маленькі розділи з коротенькими назвами є алюзією до роману «Брати Карамазові». Динаміка розповіді виявляється нестандартною пунктуацією (засоби, що походять ще від Стерна).
Ритміка
Роман написаний ритмічною, чи як її ще називають орнаментальною прозою. Прозовий текст роману періодично замінюється гекзаметром.
Кольоровість
Емоційний стан персонажів передається кольоровою динамікою міського пейзажу, що написаний в техніці літературного пуантілізму. Символіка кольорів в романі Бєлого відповідає емоція і почуттям: так, рожевий для нього символізує надію, червоний — смерть, страх, революцію, зелений — колір Петербургу(води Неви письменник називає зеленими), його боліт, «старого життя», колір петровських мундирів, білий — символ світла, життя. В романі переважають темні, розпливчасті кольори, пейзажі завжди зображуються із зелено-жовтими туманами і дощами — це ідея примарності Петербургу — «Якщо ж Петербург не столиця, то немає Петербургу».

## Теософський аспект
Теософське вчення, яким в роки написання роману цікавився Бєлий, постулює, що матерію породжує свідомість. Породження мозку об'єктивуються в «астральної» площини і знаходять самостійне буття разом зі здатністю впливати на фізичну реальність. В романі це вчення заломлюється в міркуваннях оповідача про те, що жовтий особняк і чорна карета сенатора народилися в його свідомості: сенатор порівнюється з Зевсом, а будинок — з Афіною Палладою, що народилася з його голови.